# Sam Robards
Sam Prideaux Robards (New York, 16 dicembre 1961) è un attore statunitense.

## Biografia
Figlio degli attori Jason Robards e Lauren Bacall, inizia a recitare nel 1980. Nel 1985 sposa Suzy Amis, con cui ha un figlio, Jasper. La coppia divorzia nel 1993 e, quattro anni dopo, Robards sposa la modella Sidsel Jensen, con cui ha due figli, Sebastiano (1999) e Calvin (2001).

## Filmografia

### Cinema
- La tempesta (Tempest), regia di Paul Mazursky (1982)
- Fandango, regia di Kevin Reynolds (1985)
- Not Quite Jerusalem (Not Quite Paradise), regia di Lewis Gilbert (1985)
- Le mille luci di New York (Bright Lights, Big City), regia di James Bridges (1988)
- Bird, regia di Clint Eastwood (1988)
- Vittime di guerra (Casualties of War), regia di Brian De Palma (1989)
- The Ballad of Little Jo, regia di Maggie Greenwald (1993)
- Mrs. Parker e il circolo vizioso (Mrs. Parker and the Vicious Circle), regia di Alan Rudolph (1994)
- Prêt-à-Porter, regia di Robert Altman (1994)
- Beautiful Girls, regia di Ted Demme (1996)
- Dinner and Driving, regia di Lawrence Trilling (1997)
- American Beauty, regia di Sam Mendes (1999)
- Bounce, regia di Don Ross (2000)
- A.I. - Intelligenza artificiale (Artificial Intelligence: AI), regia di Steven Spielberg (2001)
- L'ultimo sogno (Life as a House), regia di Irwin Winkler (2001)
- Tre ragazzi e un bottino (Catch That Kid), regia di Bart Freundlich (2004)
- Surviving Eden, regia di Greg Pritikin (2004)
- Marmalade, regia di Kim Dempster (2004)
- Awake - Anestesia cosciente (Awake), regia di Joby Harold (2007)
- The Other Side of the Tracks, regia di Alejandro Daniel Calvo (2008)
- Che - L'argentino (The Argentine), regia di Steven Soderbergh (2008)
- The Rebound - Ricomincio dall'amore (The Rebound), regia di Bart Freundlich (2009)
- Perestroika, regia di Slava Tsukerman (2009)
- Company Retreat, regia di Campbell Scott (2009)
- L'arte di cavarsela (The Art of Getting By), regia di Gavin Wiesen (2011)
- Grand Street, regia di Lex Sidon (2014)

### Televisione
- Prigioniero senza nome (Jacobo Timerman: Prisoner Without a Name, Cell Without a Number), regia di Linda Yellen - film TV (1983)
- Moving Right Along - serie TV (1983)
- Spenser (Spenser: For Hire) - serie TV, episodio 1x03 (1985)
- Into Thin Air, regia di Roger Young - film TV (1985)
- Pancho Barnes - Una vita per il volo (Pancho Barnes), regia di Richard T. Heffron - film TV (1988)
- TV 101 - serie TV, 13 episodi (1988-1989)
- Get a Life - serie TV, 23 episodi (1990-1991)
- Oltre i limiti (The Outer Limits) - serie TV, episodio 1x08 (1995)
- Oscuri sospetti (Donor Unknown), regia di John Harrison - film TV (1995)
- L'uomo che catturò Eichmann (The Man Who Captured Eichmann), regia di William A. Graham - film TV (1996)
- Maximum Bob - serie TV, 7 episodi (1998)
- Spin City - serie TV, 4 episodi (1998-1999)
- Nessuna via d'uscita (Black and Blue), regia di Paul Shapiro - film TV (1999)
- Sex and the City - serie TV, episodio 3x11 (2000)
- Hamlet, regia di Campbell Scott e Eric Simonson - film TV (2000)
- The Warden, regia di Stephen Gyllenhaal - film TV (2001)
- On Golden Pond, regia di Ernest Thompson - film TV (2001)
- Obsessed - Ossessione (Obsessed), regia di John Badham - film TV (2002)
- My Life with Men, regia di Andy Cadiff - film TV (2003)
- The Blackwater Lightship, regia di John Erman - film TV (2004)
- Clubhouse - serie TV, episodio 1x03 (2004)
- Law & Order: Criminal Intent - serie TV, episodio 4x07 (2004)
- West Wing - Tutti gli uomini del Presidente (The West Wing) - serie TV, 8 episodi (2004-2005)
- CSI: Miami - serie TV, episodio 4x21 (2006)
- Law & Order - I due volti della giustizia (Law & Order) - serie TV, episodi 4x07-20x11 (1993-2009)
- Vamped Out - serie TV, episodio 1x03 (2010)
- Body of Proof - serie TV, episodio 1x01 (2011)
- Blue Bloods - serie TV, episodio 1x14 (2011)
- Gossip Girl - serie TV, 15 episodi (2007-2011)
- The Good Wife - serie TV, episodio 2x18 (2011)

## Doppiatori italiani
Nelle versioni in italiano delle opere in cui ha recitato, Sam Robards è stato doppiato da:
- Fabrizio Pucci ne L'ultimo sogno, Gossip Girl
- Claudio Moneta in Law & Order: Criminal Intent, Oltre i binari
- Sergio Di Giulio in Law & Order - I due volti della giustizia
- Roberto Chevalier in Fandango
- Roberto Pedicini in Bird
- Danilo De Girolamo in A.I. - Intelligenza artificiale
- Claudio Capone in Tre ragazzi e un bottino
- Angelo Maggi in The Rebound - Ricomincio dall'amore
- Mino Caprio in L'arte di cavarsela
- Raffaele Farina in Spin City
- Francesco Prando in CSI: Miami
- Angelo Sorino in Blue Bloods
- Roberto Certomà in Body of Proof
- Gaetano Varcasia in Twisted
- Riccardo Lombardo in Space Cadet